# (34620) 2000 UX54
2000 UX54 (asteroide 34620) é um asteroide da cintura principal. Possui uma excentricidade de 0.16626270 e uma inclinação de 6.30640º.
Este asteroide foi descoberto no dia 24 de outubro de 2000 por LINEAR em Socorro.